# Nando López

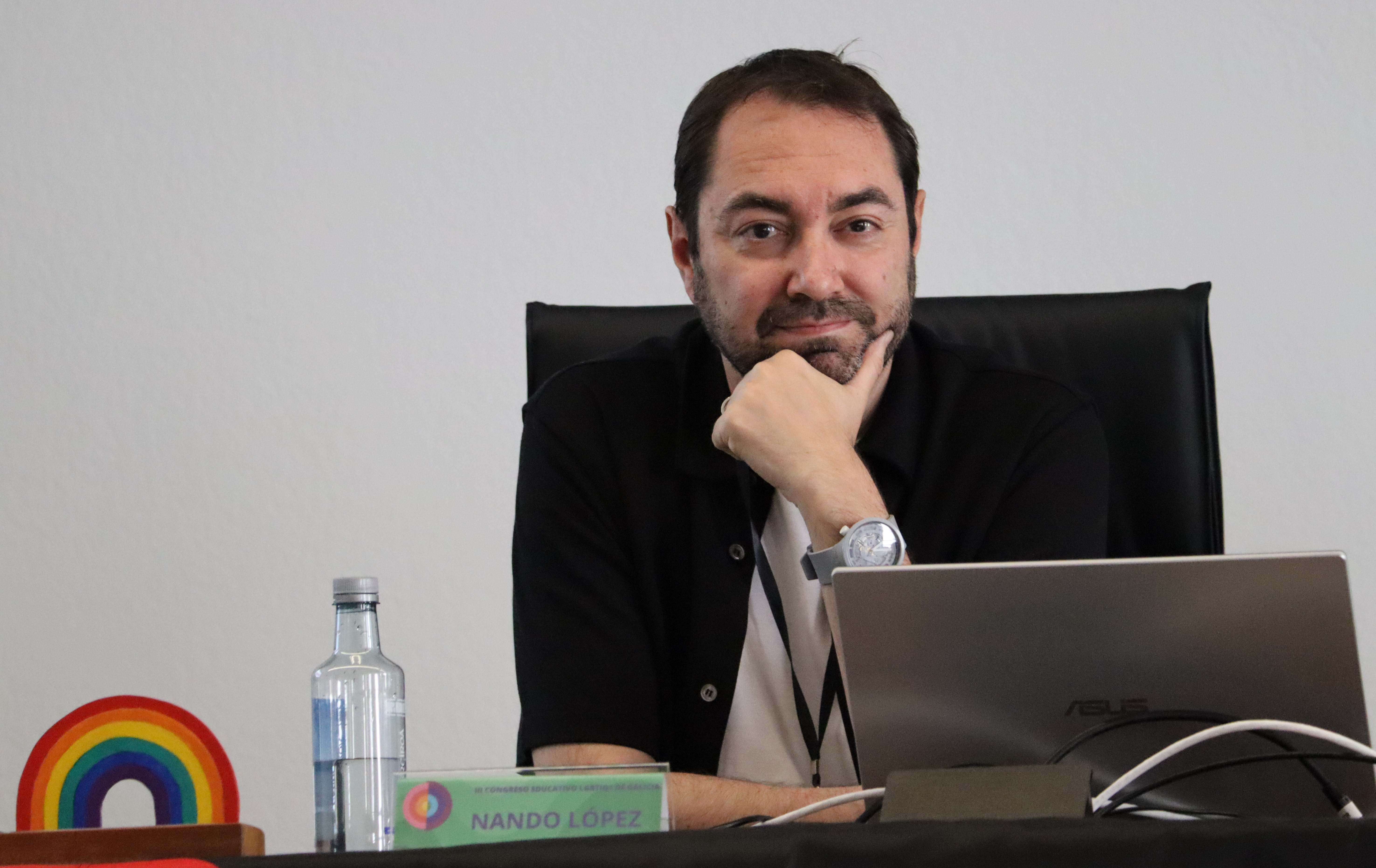
Nando López, 2024

Nando López (der auch Werke unter dem Namen Fernando J. López veröffentlichte, * 28. Juni 1977 in Barcelona) ist ein spanischer Autor und Dramaturg.

## Leben
Nando López promovierte in Madrid in Hispanistik, seine Promotion wurde zudem ausgezeichnet. Er war an universitären Theaterproduktionen beteiligt, sowohl als Autor als auch als Regisseur, und gründete das Ensemble Armando no me llama, mit dem er seine ersten Texte uraufführte. Er hat im Verlagswesen sowie im Bildungswesen weiterführenden Schulen gearbeitet. Seit 2006 ist er Schriftsteller und Dramaturg mit dem Bildungssektor und ist ein anerkannter Autor von Werken sowohl für Erwachsene als auch für Jugendliche (Babelia).

## Bühnenwerk
López wurde von dem Hispanistek F.P. Jones in die Gruppe der sogenannten Catorce voces emergentes del teatro español (Anales de Literatura Española Contemporánea, 2010/2) aufgenommen. Zu seinen Titeln gehören Nunca pasa nada (Ediciones Antígona 2019), #malditos16 (Ediciones Antígona, 2017, nominiert für den Max Award für das Best New Playwright), La edad de la ira (Ediciones Antígona, 2017), Los amores diversos (Ediciones Antígona, 2916), Federico hacia Lorca, in Zusammenarbeit mit dem Dramaturgen Guillem Clua, De mutuo desacuerdo (Ediciones Antígona, 2015), Cuando fuimos dos (Ed. Ñaque, Madrid, 2012), Tour de force (Ed. Antígona, Madrid, 2011), El sexo que sucede (Ed. AAT, Madrid, 2005), Darwin dice, veröffentlicht von Ed. Anagnórisis (2012, Regie: Simon Breden, Uraufführung: Vaivén Teatro, Sala Liberarte), Saltar sin red (Regie und Uraufführung: Ainhoa Amestoy, Centro Cultural Conde Duque), Distrito Cabaret (Uraufführung: El Hambre, Festival Madrid Sur) und Tres formas de lenguaje (Regie: Aitana Galán).
Cuando fuimos dos, uraufgeführt auf der 21. Muestra de Autores de Teatro Contemporáneo, wurde von Guillermo Heras, dem Leiter der Veranstaltung, als „Kultmontage“ bezeichnet. Dieses Stück wurde in Madrid uraufgeführt und unter anderem in Alicante, Elche, Valencia, La Coruña und Málaga mit großem Erfolg von Seiten der Kritiker und großem Beifall vom Publikum gefeiert.
De mutuo desacuerdo, eine Komödie über das schwierige Zusammenleben eines geschiedenen Paares mit einem gemeinsamen Kind, wurde in Spanien (unter der Regie von Quino Falero und mit Toni Acosta und Iñaki Miramón als Schauspieler) im Teatro de Bellas Artes sowie auch in Venezuela (unter der Regie von Miguel Ferrari und mit Ana María Simon und Sócrates Serrano in den Hauptrollen) und in Panama (produziert und mit Arturo Montenegro in der Hauptrolle) uraufgeführt.
Er hat auch freie Versionen klassischer Werke wie Desengaños amorosos (Kandidat für den Max Award 2019 für die beste Adaptation und basierend auf den gleichnamigen Romanen von María de Zayas) und Las harpías en Madrid (inspiriert von dem Schelmenroman von Castillo solórzano) geschrieben. Beide Werke wurden auf zwei Ausgaben des Internationalen Festivals für Klassisches Theater von Almagro aufgeführt. Er ist außerdem Autor von William Shakespeares Titus Andronicus (mit großem Erfolg beim Internationalen Theaterfestival von Mérida aufgeführt), von Pedro Calderón de la Barcas La vida es sueño, von Don Juan auf Grundlage des Stücks von José Zorrilla und von Yerma, wobei die drei zuletzt genannten Werke am GALA Theatre in Washington DC uraufgeführt wurden und sechs Helen Hayes Awards (u. a. für das beste Theaterstück) erhielten.
Sein Interesse am Theater des Goldenen Zeitalters in Spanien zeigt sich auch in Titeln wie Inventanto a Lope, einer dramatischen Komödie, die Ende 2020 veröffentlicht wurde und in der bedeutende Figuren der Barockliteratur wie Ana Caro, María de Zayas und Lope de Vega auftreten.

## Erzählerisches Werk
Sein erster Roman In(h)armónicos wurde mit dem Premio Nacional Joven y Brillante 97. Der Jury gehörte u. a. Camilo José Cela an.
Sein nächster Roman, La edad de ira, belegte den dritten Platz beim Nadal-Preis (2010) und wurde im Februar 2011 vom Verlag Espasa veröffentlicht. Er erhielt sehr positive Kritiken in Medien wie El Cultural, Radio Nacional de España, Euskal Telebista, El País, oder in digitalen Magazinen wie Dos Manzanas und Análisis Digital. Der Roman handelt von der Homosexualität im Jugendalter und ist in einem pädagogischen Umfeld angesiedelt. Aktuell wird eine Fernsehadaptation vorbereitet und soll als Serie auf dem Sender Atresmedia Premium ausgestrahlt werden.
Nachträglich veröffentlichte er die Romane Las vidad que inventamos (Espasa) und La inmortalidad del cangrejo (Baile del Sol). Sein Roman La inmortalidad del cangrejo (Baile del Sol, 2012, mit elektronischer Version) findet sich in der Liste der besten LGBT-Romane der aktuellen spanischen Literatur, vergeben von dem Magazin Encubierta, zusammen mit den Werken von Susana Hernández, Óscar Esquivias, Óscar Hernández Campano und Roberto Enríquez.
Nach Cuando todo era fácil und El sonido de los cuerpos, zwei Romanen, in denen er Noir-Roman mit intimistischer Reflexion verbindet, veröffentlicht er im März 2020 Hasta nunca, Peter Pan, eine Geschichte, die ein pointiertes und zugleich gefühlvolles Porträt einer Generation bietet.

### Kinder- und Jugendliteratur
2013 veröffentlichte er seinen ersten Kinder- und Jugendroman El reino de las Tres Lunas (Loqueleo); eine Geschichte, die nach mehr als 30 000 verkauften Exemplaren ihre Fortsetzung in El reino de los Tres Soles fand, die 2019 veröffentlicht wurde.
Mit Los nombres del fuego verband er die nach innen gerichtete Erzählung mit dem historischen Roman, abgesehen davon, dass der Roman in die transmediale Literatur eingeht.
2018 veröffentlichte er Nadie nos oye (Loqueleo); ein Roman, der dem Literaturgenre der „Jungen Erwachsenen“ zuzuordnen ist. Als Thriller ausgelegt, dessen Ausgangspunkt der Mord an einem Teenager ist, behandelt er Themen wie das der sexualisierten Gewalt, der sexuellen Übergriffe oder der verinnerlichten Homophobie.
Im März 2019 veröffentlicht er En las redes del miedo (Gran Angular), einen Thriller, in dem er über die Kommunikation und Konstruktion von Identitäten in der zweiten Gesellschaft nachdenkt.
Im April 2020 erzählt er den vom Verlag SM verliehenen Gran Angular Preis für La versión de Eric.
Er hat auch Theaterstücke für Kinder und vorpubertäre Jugendliche veröffentlicht, wie La foto de los diez mil me gusta, Multiverso Shakespeare oder Por qué tiene que ser todo tan difícil.
Er hat außerdem an Anthologien mit Kurzgeschichten für ein jüngeres Publikum wie in Como tú (Anaya) mitgearbeitet.

## Nichtfiktionales Werk
Er ist außerdem Autor humoristischer Essays über das Leben in Klassenräumen, wie zum Beispiel Dilo en voz alta y nos reímos todos und dessen Fortsetzung En casa me lo sabía, die beide von Martínez Roca veröffentlicht wurden und in seinen sozialen Medien Tausende von Followern haben.

## Adaptationen
Am 27. Februar 2022, wurde die Verfilmung seines Romans La edad de la ira veröffentlicht, und zwar unter dem gleichen Titel auf Atresplayer Premium in Form einer Miniserie.

## Bibliographie

### Werke von Nando López
- In(h)armónicos, Ed. Ópera Prima. Madrid. 2000.
- Ventajas de la transparencia, en Maratón de Monólogos 2004, Ed. AAT, Madrid 2004.
- Sado, en Maratón de Monólogos 2005, Ed. AAT, Madrid 2005.
- Lo entiendo, en Grita! Tengo SIDA, Ed. UCM, Madrid, 2007.
- El sexo que sucede, Ed. AAT, Madrid 2005.
- La edad de la ira, Ed. Espasa, Madrid, 2011.
- Tour de force, Ed. Antígona, Madrid. 2011.
- Cuando fuimos dos, Ed. Ñaque, Madrid, 2012.
- Darwin dice, Ed. Anagnórisis, Madrid, 2012.
- Saltar sin red, Ed. Ñaque, Madrid, 2013.
- Las vidas que inventamos, Ed. Espasa, Madrid, 2013.
- El reino de las Tres Lunas, Loqueleo (entonces Alfaguara Juvenil), Madrid, 2013.
- La inmortalidad del cangrejo, Ed. Baile del Sol, Madrid, 2013.
- La edad de la ira, Booket Planeta, Madrid, 2014.
- L'âge de la colère, Sol y Lune Éditions, Francia, 2014.
- Nunca en septiembre (relato), in Lo que no se dice, Dos Bigotes, Madrid, 2015.
- Todos duelen (pieza teatral breve), en El cielo en movimiento, Dos Bigotes, Madrid, 2016.
- Los nombres del fuego, Loqueleo (Santillana), Madrid, 2016.
- Los amores diversos, Ediciones Antígona, Madrid, 2016.
- Dilo en voz alta y nos reímos todos, Martínez Roca, Madrid, 2016.
- El sonido de los cuerpos, Editorial Dos Bigotes, Madrid, 2016.
- La edad de la ira (versión teatral), Ediciones Antígona, Madrid, 2017.
- #malditos16, Ediciones Antígona, Madrid, 2017.
- Cuando todo era fácil, Editorial Tres Hermanas, Madrid, 2017.
- La segunda vez (relato), in Como tú, Anaya, Madrid, 2018.
- Desengaños amorosos (freie Theaterversion der gleichnamigen Romane von María de Zayas), Ediciones Antígona, Madrid, 2018.
- Nadie nos oye, Loqueleo (Santillana), Madrid, 2018.
- Nunca pasa nada, Ediciones Antígona, Madrid, 2019.
- El reino de los Tres Soles, Loqueleo, Madrid, 2019.
- La foto de los diez mil me gusta, Barco de Vapor (SM), Madrid, 2019.
- En las redes del miedo, Gran Angular (SM), Madrid, 2019.
- En casa me lo sabía, Martínez Roca (Planeta), Madrid, 2019.
- Hasta nunca, Peter Pan, Espasa (Planeta), Madrid, 2020.
- La versión de Eric, Premio Gran Angular 2020 (SM), Madrid, 2020.
- Inventando a Lope, Ediciones Antígona, Madrid, 2020.
- El don de Ariadna (La leyenda del Cíclope 1), SM, Madrid, 2021.
- Por qué tiene que ser todo tan difícil, Loqueleo Santillana, 2021.
- El secreto de T. (La leyenda del Cíclope 2), SM, Madrid, 2021.
- El enigma de Tiresias (La leyenda del Cíclope 3), SM, Madrid, 2021.
- Presente imperfecto, Dos Bigotes, Madrid, 2021.
- Multiverso Shakespeare, Barco de Vapor (SM), Madrid, 2022.